# Marina Sciocchetti
Marina Sciocchetti, född den 13 november 1958 i Gallarate i Italien, är en italiensk ryttare.
Hon tog OS-silver i lagtävlingen i fälttävlan i samband med de olympiska ridsporttävlingarna 1980 i Moskva.